# 東郷重利
東郷 重利（とうごう しげとし）は江戸時代初期の薩摩藩士。剣客。東郷重方の子で示現流三代目。
万治2年の石高は847石9斗1升。

## 経歴
示現流の宗家の嫡男であったが、若年の頃は飲み込みが悪く、父の重方は怒って教授を止めてしまう。それを見た祖父の重位が密かに技を教え、3年も経つと達人となった。飛んでくる矢を小太刀で叩き落すほどの腕前で、やはり弟子が多かった。東郷家の武名が幕府諸藩の評判となったため、技術の流出を恐れた島津家により早川肥前の変名を与えられた。
父や祖父と同じく吏僚としての才もあり、坊泊郷（現在の南さつま市坊津町泊）、肝属郡内之浦郷（現在の肝付町内之浦）、羽月郷（現在の伊佐市）、薩摩郡野田郷（現在の出水市野田町）、始羅郡山田郷（現在の姶良市山田）の地頭（外城の代官）を歴任している。
延宝8年（1680年）1月12日、屋敷が類火延焼する。
なかなか跡継ぎの男子に恵まれず、最初は弟子を養子にしようとしたがまとまらず、晩年になってようやく実満（重治）が生まれた。ところが実満に一子相伝する前に中風に罹り、相伝ができなくなってしまう。そこで高弟の伊集院久明に中継ぎとして相伝し、実満成長の折に改めて久明から相伝させることにした。これにより事実上東郷家としての一子相伝が途絶えることとなり、次代実満の代に宗家としての東郷家の権威はいったん落ちることとなる。なお、伊集院久明家も以後家伝として示現流を伝えたがこちらは小示現流を称された。